# Oktiabrski (Yeisk, Krasnodar)
Oktiabrski (del ruso: Октя́брьский) es un posiólok del raión de Yeisk del krai de Krasnodar, en Rusia. Está situado en la península de Yeisk, 23 km al sudeste de Yeisk y 170 km al noroeste de Krasnodar, la capital del krai. Tenía 2 660 habitantes en 2010.
Es cabeza del municipio Yéiskoye, al que pertenecen asimismo Zavodskói, Novodereviánskovski, Bratski, Nikolaya Ostrovskogo, Pervomaiski y Proletarski.

## Transporte
La estación de ferrocarril más cercana está en Aleksándrovka. Se encuentra en la carretera Yeisk - Yasénskaya.